# Ройсенкёге
Ройсенкёге (нем. Reußenköge) — община в Германии, в земле Шлезвиг-Гольштейн.
Входит в состав района Северная Фрисландия. Население составляет 332 человека (на 31 декабря 2010 года). Занимает площадь 45,91 км².
Официальным языком в населённом пункте, помимо немецкого, является севернофризский.